# Uzola
Uzola nebo Usola (rusky Узола nebo Усола) je řeka v Nižněnovgorodské oblasti v Rusku. Je 147 km dlouhá. Povodí má rozlohu 1920 km².

## Průběh toku
Protéká přes západní okraj Volžsko-vetlužské nížiny. Ústí zleva do Volhy.

## Vodní stav
Převládajícím zdrojem vody jsou sněhové srážky. Zamrzá v listopadu a rozmrzá v dubnu.

## Využití
Je splavná pro vodáky.